# Sædcelledannelse
Sædcelledannelse eller spermatogenesen er dannelsen af sædceller.
At levere sæd til en eventuel befrugtning kræver et velfungerende samspil mellem kønsorganer, hormoner og nervesystemet. Testiklerne er mandens primære kønsorganer, og det er også her, hvor sæden samt de mandlige kønshormoner, som spiller en væsentlig i rolle i produktionen af sæd, dannes. Det er leydigcellerne, der sidder mellem sædrørene, som producerer testosteron, der stimulerer udviklingen af stamceller i sædrørene til modne sædceller, som går under navnet spermatozoer. Der bliver produceret ca. 1000 sædceller pr. sekund.

## Mekanisme
Sædcelleproduktionen starter omkring puberteten og stopper først den dag, man har stillet træskoene. Sædcellerne dannes ved meiose, en reduktionsdeling af kromosomer fra stamcellerne, som sidder på indersiden af sædrørene. Meiose, kaldes også kønscelledeling, og resulterer i kønsceller, som hver besidder det halve antal kromosomer, som der var i den oprigtige celle. Derfor hedder det reduktionsdeling. Stamceller afgiver celler ved mitoser, som senere kommer til den omtalte meiose, hvor disse celler udvikles til "rigtige" sædceller. Mitose danner grundlaget for vækst og vedligeholdelse. Hele processen varer ca. 2 måneder. Herefter frigøres de færdigdannede sædceller og transporteres videre til bitestiklerne, som ligger på bagsiden af testiklerne, hvor modningen og oplagringen finder sted. Her lagres de i ca. 2 uger, hvor de derefter er selvbevægelige samt befrugtningsdygtige. 
Ved udløsning føres sæden, som indeholder ca. 300 mio. sædceller, fra bitestiklen via sædlederne til urinrøret og ud. Undervejs i sædlederne passeres sædblærerne, som tilfører et kulhydratholdigt sekret. Dette er en nødvendighed for energien til sædcellerne. Blærehalskirtlen bidrager til sæden med en mælkeagtig væske, der øger sædcellernes aktivitet. Endelig tilfører de cowperske kirtler et sekret, som bl.a. virker som smøremiddel under samlejet. En anden nyttig funktion fra væskerne fra blærehalskirtlen og de cowperske kirtler er en basisk slim, som renser urinrøret for urenheder, således at inden sædet kommer ud er det rent. Da det er en basisk slim, buffere, hjælper det også til med at neutralisere det sure miljø i skeden, der holder andre uvedkommende bakterier og sygdomsfremkaldende organismer væk. Ved at tilsætte noget syrerligt ville man teoretisk set kunne iagttage, at sædcellernes aktivitet ville blive væsentligt øget, idet de agerer, som de ville gøre, hvis de befandt sig i skeden, hvor de tilstræber at nå hen til en ægcelle og befrugte den.
En sædcelle består af et hoved, en hals, et midterstykke, samt en hale. Sædcellens hoved består af cellekernen med arveanlæggene, altså de 22 autosomale kromosomer og enten et X- eller et Y-kromosom, der bestemmer barnets køn. Cellekernen er omgivet af akrosomet, som indeholder enzymer, der er nødvendige for sædcellernes genkendelse samt indtrængen i en kvindelig ægcelle. Halsen indeholder centriolet, og midterstykket indeholder mange mitokondrier, hvor sukkerstofferne ved respiration omdannes til energi, der anvendes til halens bevægelse. 

## Betingelser
Temperaturen er omkring 35 ºC. Denne temperatur er betydningsfuld for produktionen af effektive sædceller. Det er også derfor, at hvis man fryser, så vil pungen trække sig op for at opnå den ønskede temperatur. Omvendt vil pungen ved høj feber give slappe testikler og i yderste tilfælde vil sædcellerne blive ineffektive, præcis ligesom hvis man fx lige har haft influenza. Sædcellerne vil blive ineffektive og kan ses som misdannelser. Derudover kan faktorer som tobaksrygning, stress, stramme bukser, tungmetalbelastning og andet medføre en stigning af disse misdannede sædceller, også kaldet abnorme sædceller. Sæden vil normalt indeholde 20 % abnorme sædceller, men ovenstående faktorer kan medvirke til en stigning af misdannede sædceller.

## Hormonregulering
Hele produktionen var som sagt et sammenspil mellem kønsorganer, hormoner og nervesystem, 
men hvad der nøjagtigt sker hos mændene, når de begynder at producere sæd, ved ingen med 100 % 
sikkerhed. Dog ved man, at der ved pubertetstiden kommer et signal fra hypothalamus, der ligger i mellemhjernen over hypofysen. I puberteten begynder hjernen gennem hypothalamus at danne neurohormonet Gn-RH, som påvirker hypofysen til at danne de overordnede kønshormoner gonadotropinerne FSH og LH, som sætter kønsmodningen i gang. LH stimulerer de leydiske celler, så de begynder at producere kønshormet testosteron. FSH stimulerer sertoliske celler således, at de begynder at producere receptorprotein for testosteron, som i sidste ende stimulerer sædcelledannelsen i stamcellerne. Det hele er en cyklus, som kører rundt i en naturlig balance ved hjælp af hormonreguleringen.